# Müllheim (Bade-Wurtemberg)
Pour les articles homonymes, voir Müllheim.
Müllheim (alémanique: Mille ou Mülle) est une ville allemande du Land de Bade-Wurtemberg, au sud de Fribourg-en-Brisgau, proche du Rhin.

## Géographie

### Localisation
- 1Carte dynamique
- 2Carte Openstreetmap
- 3Carte topographique
- 4Carte avec les communes environnantes

## Quartiers
| Blason | Quartier            | Nombre d'habitants (janvier 2011) |
| ------ | ------------------- | --------------------------------- |
|        | Müllheim (totalité) | 18.258                            |
|        | Centre-ville        | 12.185                            |
|        | Britzingen          | 1.002                             |
|        | Dattingen           | 410                               |
|        | Feldberg            | 610                               |
|        | Hügelheim           | 1.460                             |
|        | Niederweiler        | 1.331                             |
|        | Vögisheim           | 1.010                             |
|        | Zunzingen           | 250                               |

## Jumelage
- Gray (Haute-Saône) (France) depuis 1985
- Ledro (Italie) depuis 1991
- Hohen Neuendorf (Allemagne) depuis 1992
- Vevey (Suisse) depuis 1998

## Garnison
L'état-major de la brigade franco-allemande et son bataillon de commandement et de soutien sont stationnés à Müllheim. Depuis la dissolution du 110e régiment d'infanterie de Donaueschingen en 2014, Müllheim est la dernière ville d'Allemagne avec une présence militaire française.
Autres unités françaises ayant tenu garnison à Müllheim :
- 34e régiment d'artillerie ;
- 12e régiment de cuirassiers (1968 à 1991).
- 457 Groupe d'Artillerie Anti Aérienne (GAAL)

## Culture et Tourisme

### Musées
Le musée margravien de Müllheim (de) situé dans un bâtiment de style néo-classique datant de 1820, présente des expositions permanente sur des thèmes culturels et historiques, tels que la révolution de Baden (1848/49), la viticulture, les beaux arts et la littérature de la region Markgräflerland. Le musée a une succursale avec un musée du moulin (un moulin à farine en état de marche).